# Sarah Chaâri
Sarah Chaâri (Charleroi, 2 mei 2005) is een Belgisch taekwondoka van Marokkaanse afkomst. In 2022 werd ze de eerste Belgische wereldkampioene taekwondo ooit. In 2024 won ze in Parijs een bronzen olympische medaille.

## Biografie
Sarah Chaâri is afkomstig uit Charleroi. Met een lengte van 1,91 m is ze uitzonderlijk groot voor taekwondo. Op vijfjarige leeftijd begon ze op aanmoediging van haar vader met de sport bij de club Tollyo Academy in Montignies-sur-Sambre. Haar broers beoefenen ook taekwondo. In 2022 verhuisde ze naar een Brusselse club om op hoger niveau te kunnen trainen met onder meer de ervaren Jaouad Achab, wereldkampioen in 2015. Datzelfde jaar begon Chaâri met de studies geneeskunde aan de ULB. Haar Belgisch topsportstatuut laat haar toe examens te spreiden.
In augustus 2022 werd Chaâri wereldkampioene bij de juniores in het Bulgaarse Sofia en enkele maanden later in november haalde ze dezelfde titel bij de seniores. In het Mexicaanse Guadalajara won ze op 17-jarige leeftijd goud in de finale tegen de Griekse Theopoula Sarvanaki in de -62 kg categorie. Chaâri was de eerste ooit in taekwondo die deze twee titels in hetzelfde jaar veroverde.
In 2023 won Chaâri goud in de categorie tot 62 kg op de Europese Spelen. Ze won in de finale tegen de Tsjechische Petra Stolbova met 2-1 (5-5, 4-6, 13-7). Die categorie is geen olympische klasse en daarom begon Chaâri te kampen in de hogere gewichtsklasse tot 67 kg. Op de Grand Prix-toernooien van Rome (verlies tegen de Chinese Song Jie) en Taiyuan (verlies tegen de Servische Aleksandra Perisic) veroverde ze daarin telkens zilver. In december 2023 won ze op de Grand Prix-finale in Manchester goud door de Chinese Mengyu Zhang te verslaan in 2 rondes (6-4, 16-4). Hierdoor kwalificeerde ze zich voor de Olympische Zomerspelen 2024 in Parijs.
Op 11 mei 2024 werd Chaâri Europees kampioene in Belgrado. In de finale versloeg ze de Française Magda Wiet Hein. Op de Olympische Zomerspelen van Parijs haalde Chaâri een bronzen medaille. In de kleine finale versloeg ze de Oezbeekse Ozoda Sobirjonova met een winnende score in de allerlaatste seconde.

## Palmares

### WK

#### Juniores
- 2022:  (-63 kg)

#### Seniores
- 2022:  (-62 kg)

### EK

#### Juniores
- 2021:

#### Seniores
- 2022:
- 2024:  (-67 kg)

### Europese Spelen

#### Seniores
- 2023:  (-62 kg)

### Olympische Zomerspelen

#### Seniores
- 2024:  (-67 kg)